# خط سكة حديد ألغاو
خط ألغاو هو خط سكة حديد في ولاية بافاريا الألمانية، يمتد من ميونيخ إلى لينداو ويمر عبر بوخلو وكاوفبويرن وكيمبتن. الجزء الجنوبي من الخط يمر عبر منطقة ألغاو. تم بناء القسم من بوخلو إلى لينداو كجزء من خط السكك الحديدية لودفيج ساوث-نورث وهو واحد من أقدم خطوط السكك الحديدية في ألمانيا.
تم افتتاح الخط البالغ طوله 56.18 كلم من الخط الذي يبدأ من ميونيخ إلى كوافرينج والمار عبر باسينج وجيلتيندورف في 1 مايو من عام 1873. تم افتتاح الخط البالغ طوله 11.81 كيلو مترًا من كآوفيرينغ إلى بوخلو في 1 نوفمبر 1872. أما الخط الثالث الممتد على مساحة 20.3 كيلومتر يبدأ من بوخلو إلى كاوفبورن أفتتح في 1 سبتمبر 1847 كجزء من سكك حديد لودفيج الجنوبية-الشمالية من هوف عبر اوغسبورغ.